# Ana Morgade Pérez
Ana Morgade Pérez (Madrid, 8 de novembre de 1979) és una actriu i presentadora de televisió espanyola. Des setembre de 2009 fins juny de 2011 va ser part de l'elenc habitual del late show espanyol Buenafuente, emès el canal de televisió laSexta. Anteriorment va participar en l'informatiu satíric Estas no son las noticias, de la cadena de televisió Cuatro.

## Trajectòria
Va néixer a Madrid el 8 de novembre de l'any 1979. Es llicencià en Comunicació Audiovisual per la Universitat Complutense de Madrid. Va rebre formació com a actriu a l'escola de Cristina Rota.
Els seus començaments en l'actuació van estar lligats a obres d'improvisació, dins de companyies teatrals com Impromadrid, Imprebís i Jamming, entre d'altres.
El 2005 apareix a la pel·lícula musical 20 centímetros, dirigida per Ramon Salazar.
El seu debut a la televisió es va produir el març de 2007, en el programa d'humor Esta tarde con esta gente, del canal de televisió Cuatro, cancel·lat després de dues emissions. Posteriorment, l'estiu de 2008, participa en el programa Con un par... de bromas, de Televisió Espanyola, presentat per Javier Capitán.
El setembre de 2008, retorna al canal televisiu Cuatro, on co-presenta juntament amb Quequé l'informatiu satíric Estas no son las noticias. El programa es va allargar durant 108 emissions, fins al maig de 2009. De forma paral·lela, entre març i abril de 2009 va participar en tres programes de Saturday Night Live, en la versió espanyola. El maig de 2009 és una de les protagonistes de la sèrie Bicho malo (nunca muere), d'Antena.Neox, durant diversos episodis, en el paper de Cecília.
El setembre de 2009 es va anunciar la incorporació d'Ana Morgade al programa Buenafuente, de La Sexta, que es va fer efectiva el dia 21 de setembre. El 2009 va co-presentar, al costat de Berto Romero, el programa de les campanades de cap d'any de La Sexta titulat Cómo superar el Fin de Año.
En 2011 va tenir un paper secundari en l'últim capítol de la primera temporada de la sèrie Pop ràpid del 33.
A finals de 2013 s'uneix al programa de LA SEXTA Zapeando. El setembre de l'any 2015 es confirma que l'humorista participará en el reality d'Antena 3 Tu Cara Me Suena.

## Imitacions aTu cara me suena
| Gala       | Cantant o Grup                                 | Cançó                            | Posició        | Punts | Total       |
| ---------- | ---------------------------------------------- | -------------------------------- | -------------- | ----- | ----------- |
| 1          | Katrina Leskanich (Katrina & the Waves)        | Walking on Sunshine              | 7a             | 11    |             |
| 2          | Madonna                                        | La isla bonita                   | 8a             | 11    |             |
| 3          | Taylor Swift                                   | Shake It Off                     | 7a             | 13    |             |
| 4          | Nena Daconte                                   | Disparé                          | 6a             | 15    |             |
| 5          | Deborah Harry (Blondie)                        | Hearth of glass                  | 3a             | 20    |             |
| 6          | Malena Gracia                                  | Loca                             | 2a             | 21    |             |
| 7          | Whigfield                                      | Saturday Night                   | 8a             | 11    |             |
| 8          | Alejo Stivel (tequila)                         | Salta                            | 7a             | 13    |             |
| 9          | Marta Sánchez                                  | Supernatural                     | 5a             | 15    |             |
| 10         | Azúcar Moreno amb la participació d'Anna Simon | Ven,devórame otra vez            | 8a             | 11    |             |
| 11         | Nicki Minaj                                    | Anaconda                         | 3a             | 22    |             |
| 12         | Nancy Sinatra                                  | Bang Bang (My Baby Shot Me Down) | 1a             | 20    |             |
| 13         | Christina Rosenvinge                           | Voy en un coche                  | 7a             | 12    |             |
| 14         | Penélope Cruz                                  | Los piconeros                    | 3a             | 20    |             |
| 15 (SF1)   | Gwen Stefani (No Doubt)                        | Just a Girl                      | 3a             | 18    |             |
| 16 (SF2)   | Petula Clark                                   | Downtown                         | 3a             | 19    | 252 (PUNTS) |
| 17 (FINAL) | Lady Miss Kier (Deee-Lite)                     | Groove Is in the Heart           | 4a (FINALISTA) | 6%    |             |